# Nazionale maschile di rugby a 13 dell'Australia
La nazionale di rugby a 13 dell'Australia è la selezione che rappresenta l'Australia a livello internazionale nel rugby a 13. Insieme a Inghilterra, Nuova Zelanda e Galles è una delle più vecchie nazionali di questo sport. Il suo debutto ufficiale risale al 1908 in occasione del tour della Nuova Zelanda in Australia, che prevedeva una serie di tre test match vinta dai neozelandesi con un totale di due vittorie ottenute (11-10 e 24-12) contro una sconfitta nell'ultima partita (14-9).
La nazionale australiana, con le dodici vittorie totali in Coppa del Mondo, rappresenta la formazione che ha vinto più titoli mondiali. Tra il 1975 e il 2000 ha vinto la Coppa del Mondo per 6 volte consecutive. Insieme a Nuova Zelanda, Inghilterra, più una quarta squadra diversa di volta in volta, è una delle nazionali che partecipa al Four Nations fin dalla sua inaugurazione risalente al 1999.

## Palmarès
- Coppa del Mondo di rugby a 13: 12

1957, 1968, 1970, 1975, 1977, 1988, 1992, 1995, 2000, 2013, 2017, 2022.
- Tri Nations/Four Nations: 6

1999, 2004, 2006, 2009, 2011, 2016